# Crossgate
Crossgate és una població dels Estats Units a l'estat de Kentucky. Segons el cens del 2000 tenia 251 habitants.

## Demografia
Segons el cens del 2000, Crossgate tenia 251 habitants, 98 habitatges, i 77 famílies. La densitat de població era de 1.615,2 habitants/km².
Dels 98 habitatges en un 34,7% hi vivien nens de menys de 18 anys, en un 72,4% hi vivien parelles casades, en un 5,1% dones solteres, i en un 21,4% no eren unitats familiars. En el 19,4% dels habitatges hi vivien persones soles el 12,2% de les quals corresponia a persones de 65 anys o més que vivien soles. El nombre mitjà de persones vivint en cada habitatge era de 2,56 i el nombre mitjà de persones que vivien en cada família era de 2,94.
Per edats la població es repartia de la següent manera: un 24,3% tenia menys de 18 anys, un 4,8% entre 18 i 24, un 23,5% entre 25 i 44, un 31,5% de 45 a 60 i un 15,9% 65 anys o més.
L'edat mediana era de 44 anys. Per cada 100 dones de 18 o més anys hi havia 88,1 homes.
La renda mediana per habitatge era de 66.000 $ i la renda mediana per família de 74.500 $. Els homes tenien una renda mediana de 57.917 $ mentre que les dones 41.250 $. La renda per capita de la població era de 31.450 $. Cap de les famílies i el 2,4% de la població estaven per davall del llindar de pobresa.

## Poblacions més properes
El següent diagrama mostra les poblacions més properes.